# Émile Veinante
Émile Veinante est un footballeur et entraîneur français né le 12 juin 1907 à Metz (Moselle) et mort le 18 novembre 1983  à Dury (Somme). Évoluant au poste d'inter ou ailier gauche, il dispute vingt-quatre rencontres internationales avec l'équipe de France de football sur une période de onze années. Veinante est, avec Edmond Delfour et Étienne Mattler, l'un des trois joueurs français à avoir participé aux trois premières Coupes du monde (1930, 1934 et 1938).

## Biographie

### Débuts à Metz
Émile Veinante débute au Cercle athlétique messin (C.A.M.) comme junior dès la création du club en 1919. Il intègre l'équipe première le 25 novembre 1923 à 16 ans, pour le 1/64ème de finale de Coupe de France opposant le C.A.M. au CS Sedan-Ardennes. Il ouvre le score en première mi-temps et permet à son équipe de se qualifier sur le score de 0-2. Après neuf ans passés au C.A.M., Émile Veinante quitte le club en compagnie de son frère aîné Lucien à la fin de la saison 1927-1928 pour signer au RC Paris.

### Vedette du Racing

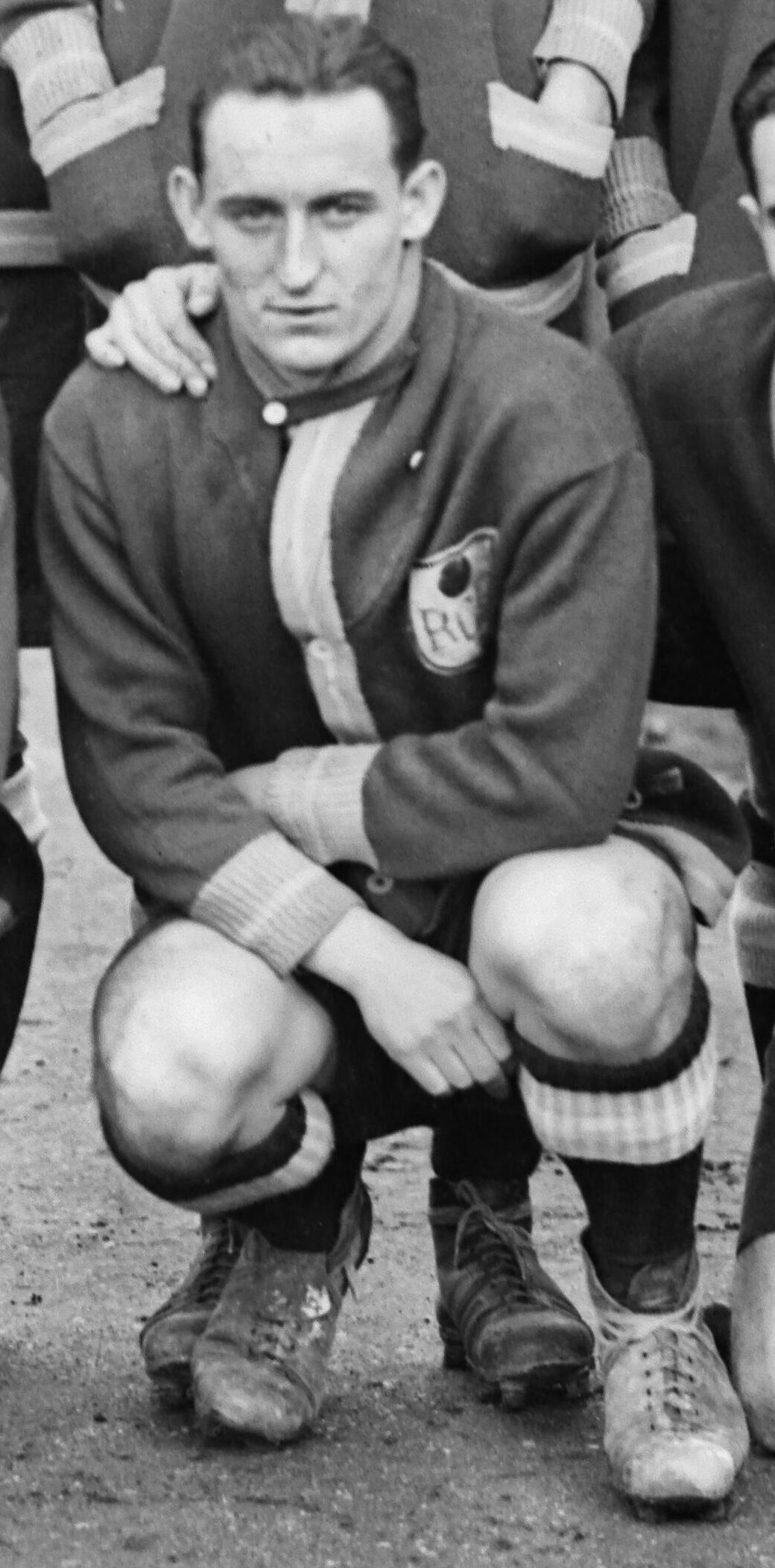
Émile Veinante sous le maillot du Racing en 1929.

Émile Veinante s'illustre à Paris et obtient sa première sélection en équipe de France au début de l'année 1929 dans une victoire 3 buts à 0 des Bleus sur la équipe de Hongrie,. Un mois plus tard, il fait partie de l’équipe victorieuse du Portugal. S'il inscrit à Saragosse son premier but international à la conclusion d'un mouvement collectif, la lourde défaite 8 buts à 1 contre l'Espagne le pousse vers la sortie
Vainqueur du championnat de Paris avec le Racing en 1930, 1931 et 1932, il atteint la finale de la Coupe de France 1930. Buteur régulier, il inscrit alors 12 buts en 13 matchs de Coupe de France. Avec la célèbre équipe des « Pingouins » du Racing, il règne sur le football français durant les années 30 avec un doublé Coupe-Championnat en 1936 et la Coupe de France 1939. Surnommé « Mimile », Veinante devient un des meilleurs attaquants de sa génération et obtient le titre de joueur de l’année 1936.

### Retour à Metz
Il revient à Metz, au Fussball Verein Metz pour la saison 1940/41 durant laquelle il marque 6 buts en 8 matchs de Coupe d'Allemagne, mais quitte précipitamment le club en mai 1942 pour retourner à Paris. 

### Carrière d'entraîneur
Reconverti comme entraineur dès 1940, il passe successivement sur les bancs de touche du Racing, de Strasbourg, de Nice, de Metz et de Nantes. Ses principaux faits d'armes comme entraineur sont une place de finaliste de la Coupe de France avec Strasbourg en 1947 et l’accession du FC Metz à la D1 en 1951.

## Style de jeu et personnalité
Émile Veinante est un joueur de grand talent, technicien froid, scientifique, intelligent, il est réputé pour son adresse sur coup de pied arrêté. Attaquant lent qui n'évite pas les contacts, il est l'un des rares joueurs professionnels des années 1930 à ne pas porter de protège-tibia. Fumeur invétéré, il s'isole avant chaque match pour fumer afin d'être plus calme et serein lors de la rencontre. Nerveux, il déjeune quatre à cinq heures avant les matchs pour éviter de troubler sa digestion, un repas qu'il termine avec un verre de vin rouge sucré.

## Carrière de joueur

### Clubs
- 1919-1928 :  CA messin
- 1928-1940 :  RC Paris
- 1940-1942 :  FV Metz

### Palmarès
- Champion de France : 1936
- Vainqueur de la Coupe de France : 1936, 1939
- 24 sélections et 14 buts en équipe de France
- Sélectionné aux Coupes du monde 1930, 1934 et 1938.

## Carrière d'entraîneur
- 1942-1943 :  RC Paris
- 1945-1947 :  RC Strasbourg
- 1948-1949 :  RC Strasbourg
- 1949-1950 :  OGC Nice
- 1950-1951 :  FC Metz
- 1951-1955 :  FC Nantes
- 1960-1961 :  RC Strasbourg